# Matthew Locke (administrador)
Matthew Locke (1660–1683) foi um administrador inglês, detentor do cargo de Secretário da Guerra de 1666 a 1683, quando o vendeu.
Locke foi atendente do "Comitê Irlandês e Escocês" criado em 1651, e mais tarde prestou depoimento contra Henry Vane, o Jovem, que fazia parte do comitê. Ele era sobrinho de Sir Paul Davis, também envolvido em negócios irlandeses como administrador, então ocupava portanto, o cargo de secretário particular de George Monck. Matthew também era parente, a alguma distância, de Robert Southwell.
Após a morte de Monck (que se tornou o Duque de Albemarle) em 1670, Locke transformou o papel de seu secretariado: assumiu uma parcela significativa do movimento militar e das encomendas de abastecimento. O mandato de Locke consolidou a função administrativa do posto.
O secretariado foi comprado de Locke em 1683 por William Blathwayt, que tinha apoio real.